# Effectuation
Effectuation is een theorie van professor Saras D. Sarasvathy over ondernemerschap.

## Ontwikkeling
Effectuation is het resultaat van wereldwijd onderzoek naar de beslissingen die topondernemers nemen. Daaruit bleek dat deze besluiten niet waren gebaseerd op causaal redeneren, zoals op business schools werd onderwezen. Een topondernemer kijkt namelijk eerst welke middelen hij tot zijn beschikking heeft, zet deze in en komt dan aldoende tot een doel en een strategie. 

## Theorie
Effectuation kent vijf theoretische principes wat betreft de besluitvorming van een topondernemer:
- Bird in hand principe: Een topondernemer start met hetgeen hij tot zijn beschikking heeft.
- Affordable loss: Een topondernemer mijdt falen door vooraf in te schatten welk risico hij kan overleven en welk niet.
- Lemonade: Een topondernemer ziet een verrassing als een verfrissende kans op verbetering.
- Crazy quilt: Een topondernemer bouwt samen met belanghebbenden zoals klanten, partners, investeerders zijn onderneming op, waarbij deze stakeholders elk een eigen passend lapje op de deken wordt gegund[4].
- Pilot in the plane: Een topondernemer ziet de toekomst als onvoorspelbaar, doch wel gevormd door zijn eigen handelen en past zijn strategie daarop voortdurend aan.